# Síntesis de apertura

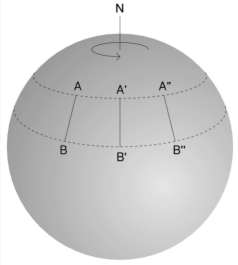
Los interferómetros de apertura sintética utilizan la rotación de la Tierra para incrementar el número de orientaciones de base incluidas en una observación. Aquí, con la Tierra representada como una esfera gris, la línea de base entre el telescopio A y el B cambia el ángulo con el tiempo, como se ve de la fuente de radio al rotar la Tierra. Tomando datos a distintos tiempos se obtienen mediciones con distintas separaciones de telescopio.

La síntesis de apertura o imágenes sintéticas es un tipo de interferometría que mezcla señales obtenidas a partir de un conjunto de telescopios para producir imágenes con la misma resolución angular, como si hubiera sido obtenida por un instrumento que tuviera las dimensiones de todo el conjunto. 
A cada separación y orientación, el patrón de lóbulos del interferómetro produce una salida que es un componente de la transformada de Fourier de la distribución espacial de la brillantez del objeto observado. La imagen (o "carta") de la fuente se obtiene a partir de esas mediciones. 
El interferómetro astronómico se utiliza comúnmente para las observaciones de alta resolución óptica, infrarroja, submilimétrica y radioastronómica. Para producir una imagen de alta resolución, se requiere un gran número de distintas separaciones entre diferentes telescopios (la separación proyectada entre dos telescopios vistos como una fuente de radio se llama línea de base) - y se necesitan muchas líneas de base distintas para generar una imagen de buena calidad. Por ejemplo el Very Large Array tiene 27 telescopios que dan 351 líneas de base independientes, suministrando imágenes de alta calidad. En contraste, el más grande arreglo óptico con solo 6 telescopios, da pobres calidades de imagen, de 15 líneas de base entre los telescopios. Muchos interferómetros de apertura sintética usan la rotación de la Tierra para incrementar el número de diferentes líneas de base incluidas en una observación (ver diagrama a derecha). Adquiriendo datos a distintos tiempos se obtienen mediciones con distintas separaciones telescópicas y de ángulos sin necesidad de adquirir telescopios adicionales o desplazarlos manualmente, ya que la rotación de la Tierra "mueve" al telescopio a nuevas líneas de base. Este uso de la rotación terráquea se discute en detalle en (1950) Estudio preliminar de las radioestrellas en el Hemisferio Norte. Algunos instrumentos usan rotación artificial del arreglo del interferómetro, en vez de la rotación terráquea, como ocurre con el interferómetro de apertura enmascarado.
La generación de imágenes por síntesis de apertura comenzó por las longitudes de onda de radio por Martin Ryle y colaboradores del Grupo de Radioastronomía de la Universidad de Cambridge. Martin Ryle y Antony Hewish recibieron un Premio Nobel por esta y otras contribuciones al desarrollo de la radiointerferometría. Este grupo de radioastronomía de Cambridge funda el Observatorio Mullard de Radioastronomía, cerca de Cambridge en los 1950s. A finales de los 1960s y principios de los 1970s, con la aparición de las computadoras Titan) capaces de manejar volúmenes computacionales intensos, como las inversiones de transformada de Fourier requeridas, usaron la síntesis de apertura para sintetizar primero '1,8 km' y más tarde un '5 km' de apertura efectiva usando los telescopios Una Milla y Ryle respectivamente. La técnica fue mejorada con el interferómetro de línea de base muy larga para obtener líneas de base de miles de km. La síntesis de apertura también es utilizada por un tipo de sistema de radar, el radar de apertura sintética, e incluso en telescopios ópticos.
Originalmente se pensaba necesario hacer mediciones a esencialmente cada longitud de línea de base y de orientación fuera de algún máximo: tales una transformada de Fourier para multimuestras formalmente conteniendo información exacta equivalente a la imagen de un telescopio convencional con un diámetro de apertura igual al máximo de línea de base, dando el nombre de síntesis de apertura. Se descubre rápidamente, que en muchos casos, las imágenes útiles podían hacerse con sets de líneas de base escasas e irregulares, especialmente con la ayuda de algoritmos no lineales de deconvolución, como el principio de máximo de entropía. El nombre alternativo imágenes sintéticas pone el énfasis en la síntesis de la apertura completa (permitiendo la reconstrucción de imágenes por la transformada de Fourier), y de cualesquier dato disponible, usando algoritmos computacionales potentes y caros.
Las imágenes por síntesis de apertura se ha demostrado que se generan de la interferometría óptica e infrarroja, primero usando interferometría de apertura enmascarado, y luego más tarde con arreglos de telescopios separados. En 2006 cuatro arreglos de interferómetros óptico/infrarrojos están obteniendo imágenes por síntesis de apertura (COAST, NPOI, Telescopio óptico infrarrojo IOTA e ISI).